# Elsa Sundgren
Elsa Madeleine Sundgren, född Holmquist 16 april 1915 i Strömstad, död 17 december 2017 i Stockholm, var en svensk skådespelare.
Hon var bosatt på Östermalm i Stockholm. Sundgren är begravd på Husby-Sjuhundra kyrkogård.

## Filmografi
- 1937 – Mamma gifter sig
- 1937 – En sjöman går iland
- 1938 – Milly, Maria och jag
- 1938 – Karriär
- 1938 – Adolf klarar skivan
- 1938 – Baldevins bröllop
- 1938 – Med folket för fosterlandet